# Grallaricula flavirostris
Pita-formigueira-ocrácea ou torom-ocráceo (Grallaricula flavirostris) é uma espécie de ave da família Formicariidae.
Pode ser encontrada nos seguintes países: Bolívia, Colômbia, Costa Rica, Equador, Panamá e Peru.
Os seus habitats naturais são: regiões subtropicais ou tropicais húmidas de alta altitude.